# Maciej Rybus
Maciej Rybus (Łowicz, 19 augustus 1989) is een Pools betaald voetballer die als verdediger speelt. Hij tekende in juni 2022 een contract tot 2024 bij Spartak Moskou, dat hem overnam van Lokomotiv Moskou. Rybus debuteerde in 2009 in het Pools voetbalelftal.

## Clubcarrière
Rybus begon zijn loopbaan bij Legia Warschau, waarmee hij de Poolse beker en supercup won. In de seizoenen 2008/09, 2009/10 en 2010/11 was hij een basisspeler in het elftal van Legia en speelde hij telkens meer dan twintig competitiewedstrijden. In de Ekstraklasa 2011/12, het laatste seizoen van Rybus in Polen, kwam hij tot speeltijd in zestien wedstrijden in de competitie; in de UEFA Europa League was hij een basisspeler, met een basisplaats in alle elf duels, met de tweede ronde (over twee wedstrijden 2–3 verlies van Sporting Portugal) als eindpunt. Rybus maakte halverwege het seizoen, in februari 2012, de overstap naar FK Terek Grozny uit Rusland, waar hij een contract voor vier jaar tekende. Zijn debuut in de Premjer-Liga volgde op 3 maart: in de thuiswedstrijd tegen Tom Tomsk verving Rybus na een uur spelen Oleg Ivanov. Het seizoen 2014/15 was het eerste seizoen van Rybus in Rusland als basisspeler, met een plek in het startende elftal in 26 competitiewedstrijden. Daarin maakte hij drie doelpunten en leverde hij zevenmaal een assist.

## Interlandcarrière
Rybus maakte op 14 november 2009 onder bondscoach Franciszek Smuda zijn debuut in het Pools voetbalelftal, in een met 0–1 verloren oefeninterland tegen Roemenië. Rybus verving na 75 minuten speeltijd Kamil Kosowski. Vier dagen later maakte hij zijn eerste interlanddoelpunt, in een met 1–0 gewonnen oefeninterland tegen Canada. Het was het enige doelpunt van de wedstrijd. Rybus speelde in 2010 en 2011 uitsluitend oefeninterlands, omdat Polen zich als organiserend land niet hoefde te kwalificeren voor het EK 2012.
Bondscoach Smuda nam hem in mei 2012 op in de selectie voor dat toernooi. Op het EK speelde Rybus één wedstrijd, het groepsduel tegen Griekenland en tevens de openingswedstrijd van het toernooi. Dat eindigde in een 1–1 gelijkspel. Toen de Spaanse scheidsrechter Carlos Velasco Carballo aan doelman Wojciech Szczęsny in de 68ste minuut een rode kaart gaf, wisselde de bondscoach Rybus voor reservedoelman Przemysław Tytoń. Die stopte vervolgens de aan de Grieken toegekende strafschop.
Rybus kampte ten tijde van het EK 2016 met een gebroken schouder. Bondscoach Adam Nawałka nam hem twee jaar daarna mee naar het WK 2018. Hierop speelde hij de eerste twee poulewedstrijden van begin tot eind. De derde zat hij uit, waarna de Polen naar huis moesten.

## Erelijst
| Competitie        | Aantal         | Jaren          |                |                |
| Legia Warschau    | Legia Warschau | Legia Warschau | Legia Warschau | Legia Warschau |
| ----------------- | -------------- | -------------- | -------------- | -------------- |
| Puchar Polski     | 1x             | 2007/08        |                |                |
| Poolse supercup   | 1x             | 2008           |                |                |
| Lokomotiv Moskou  |                |                |                |                |
| Premjer-Liga      | 1x             | 2017/18        |                |                |
| Beker van Rusland | 1x             | 2018/19        |                |                |